# 新垣事件
新垣事件（あらかきじけん）は、1998年のプロ野球ドラフト会議で指名された、沖縄水産高校の投手・新垣渚のプロ入りを巡って起きた事件。この最中、オリックス編成部長・三輪田勝利が自殺に至るという事件にまでに発展した。

## 概要

### ドラフト指名
1998年のプロ野球ドラフト会議では、沖縄水産高校の投手・新垣渚が1位指名候補の1人として注目の存在になっていた。
新垣は、意中の球団であるダイエー以外の球団が交渉権を獲得した場合は入団を拒否し、九州共立大学へ進学する事を明言していた。
ドラフト当日、新垣はダイエーと、意中外の球団であるオリックスが1位指名し、抽選の結果、オリックスが交渉権を獲得する事となった。
ダイエー入りの夢が叶わなかった新垣は号泣しながら入団拒否を表明。この結果、ダイエーが新垣の交渉権を獲得できなかった事により、これが後述の自殺事件に至るきっかけとなった。

### オリックスの動向
ドラフトを統括する立場にあったオリックス編成部長・三輪田勝利は、ダイエー以外入団拒否の姿勢を貫く新垣の指名に否定的だったが、最終的には井箟重慶球団代表の一存で強行指名に踏み切ることとなった。
そしてドラフトで新垣の交渉権を獲得するものの新垣は態度を硬化し、交渉すらできない状況に陥った。そんな中、三輪田のもとに沖縄水産高校・栽弘義監督と親しいと語る人物が「裏金5000万円を要求すれば栽監督と合わせる」と話しかけたという。三輪田は交渉打ち切りを要求してきたが、最終的には球団上層部が条件をのむことで三輪田を納得させた。

### 三輪田の自殺
しかし、一向に交渉の進展が見られない中で1998年11月27日、三輪田は那覇市内のマンション屋上から投身自殺を図った。53歳没。遺書は発見されなかったが、遺体発見現場の状況や経緯から三輪田の死は自殺と断定された。後に三輪田の死は自殺としては初めてとなる労働災害が認定されることとなった。なお、井箟は三輪田の自殺を受けての記者会見の席上で「球団に責任があったとは思っていない」と発言し、激しい非難を浴びた。
結局、入団を拒否することとなった新垣は九州共立大学に進学。4年後の2002年のプロ野球ドラフト会議において、意中の球団であるダイエーに自由獲得枠で入団することとなった。

### 逆指名制度
当時のプロ野球は選手側がドラフト会議前に意中の球団を逆指名して球団がドラフト会議で指名する逆指名制度が導入されていた。しかし、逆指名の権利を有したのは大学、社会人選手に限られ高校生は逆指名の対象外であった。

## その他
新垣が指名された1998年のプロ野球ドラフト会議を最後に、沖縄水産高校からドラフト指名された選手は出ていない。もっとも新垣卒業後の沖縄水産高校は、2025年現在に至るまで長らく甲子園出場から遠ざかっている。また、新垣の沖縄水産高校の同級生・稲嶺誉など、大学・社会人を経由してドラフト指名された選手は存在する。
新垣をドラフトのくじで引き当てて以降、オリックスはドラフトのくじ運に恵まれず、2017年のプロ野球ドラフト会議において田嶋大樹を引き当てるまで、19年間に渡り11回連続でくじを外す結果となった。